# Тополевка (приток Тихой)
Тополевка — река в Катон-Карагайском районе Восточно-Казахстанской области Казахстана. Устье реки находится в 29 км по правому берегу реки Тихая. Длина реки составляет 20 км. Приток — Толкуша.